# نزاع درامكري

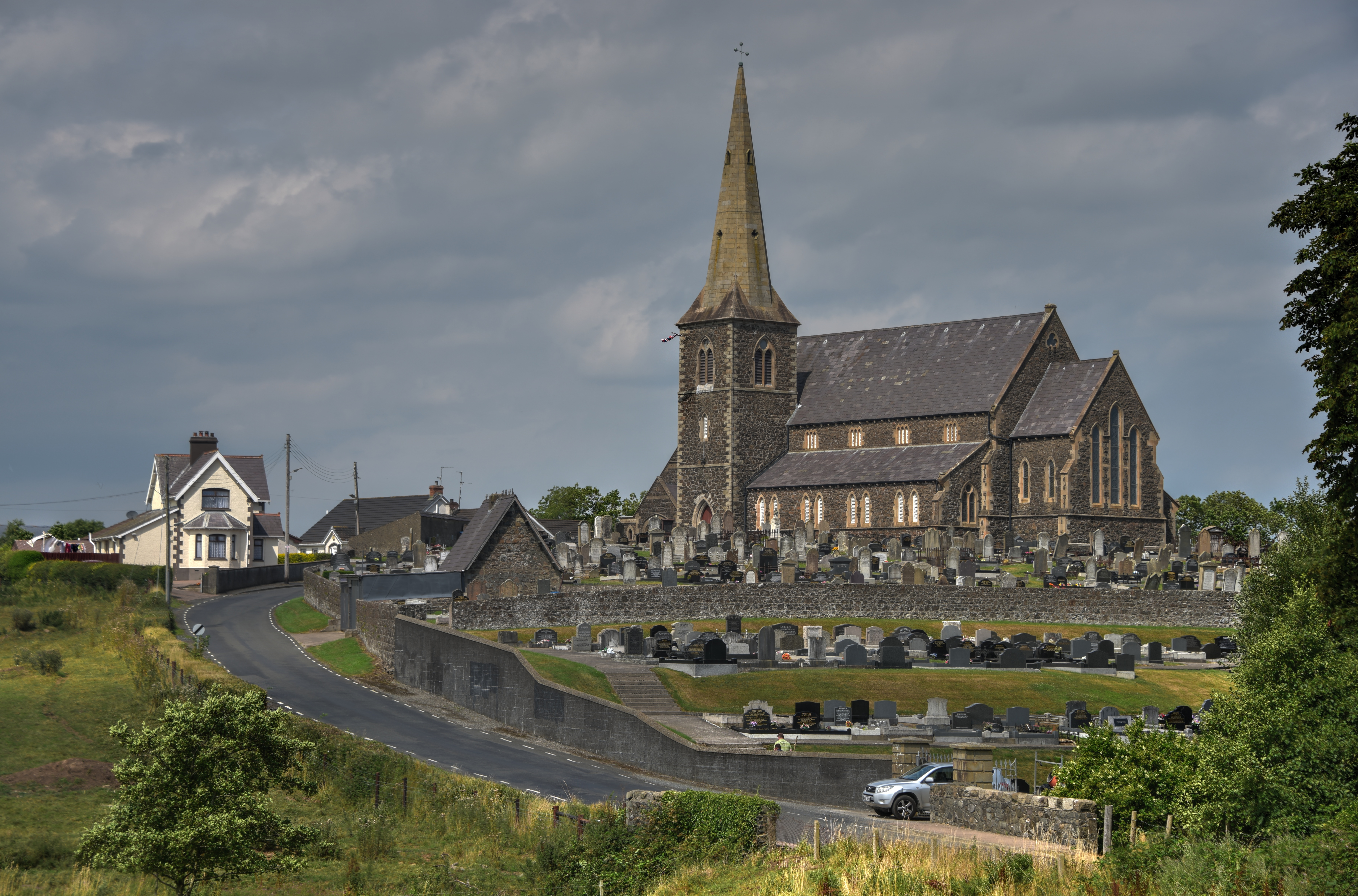
كنيسة درامكري. تقع المنطقة الكاثوليكية خلف الكاميرا.

نزاع درامكري (أو مواجهة درامكري) هو نزاع حول المواكب السنوية في بلدة بورتاداون في شمالي إيرلندا. تعد المدينة بشكل أساسي بروتستانتية وتستضيف العديد من مسيرات البروتستانتيين/والمواليين في كل صيف، لكنها تضم أقلية كاثوليكية كبيرة. تصر منظمة أورانج (منظمة بروتستانتية واتحادية) على أنه ينبغي السماح لها بالسير في طريقها التقليدي من وإلى كنيسة درامكري في يوم الأحد قبل الثاني عشر من يوليو. من ناحية ثانية، فإن معظم هذا الطريق يمتد عبر الجزء الكاثوليكي/القومي الإيرلندي من البلدة. سعى السكان، الذي يعتبرون أن المسيرة طائفية واستعراضية وفوقية، إلى منعها في مناطقهم. يرى أعضاء منظمة أورانج أن ذلك يعد هجومًا على تقاليدهم؛ لأنهم يمشون هذا الطريق منذ عام 1807 عندما كانت المنطقة في معظمها زراعية.
حدثت أعمال عنف متقطعة خلال المسيرة منذ القرن التاسع عشر. أدى اندلاع المشاكل إلى احتدام النزاع في سبعينيات وثمانينيات القرن العشرين. كان الجزء الأكثر إثارة للنزاع في الطريق، في هذا الوقت، هو الجزء الخارجي على امتداد شارع أوبينس. بعد العنف الخطير على مدى عامين متتاليين، منعت المسيرة في شارع أوبينس عام 1986.
تحول التركيز بعد ذلك إلى جزء العودة من المسيرة على طول طريق غارفاغي. كان النزاع يلفت الانتباه الدولي في شهر يوليو من كل عام منذ 1995 حتى 2000، حيث كانت تندلع الاحتجاجات وأعمال العنف في جميع أنحاء إيرلندا الشمالية، وكان دافعًا لعملية عسكرية للشرطة والجيش البريطاني، وهددت بعرقلة عملية السلام. تم تشبيه الوضع في بورتاداون «بمنطقة حرب» و«حصار». خلال هذه الفترة، أدى النزاع إلى مقتل ستة مدنيين كاثوليك على الأقل.
في عامي 1995 و1996، نجح السكان في إيقاف المسيرة. أدى ذلك إلى حدوث مواجهة في درامكري بين قوات الأمن والآلاف من رجال منظمة أورانج/الموالين. بعد موجة من أعمال عنف الموالين، سمحت الشرطة بمرور المسيرة. في عام 1997، أغلقت قوات الأمن المنطقة الكاثوليكية وسمحت للمسيرة بالمرور، متذرعة بتهديدات الموالين لها بقتل الكاثوليكيين إذا ما تم إيقافها. أثار الوطنيون الإيرلنديون احتجاجات وأعمال عنف واسعة على إثر ذلك. منذ عام 1998 فصاعدًا، تم منع المسيرة من المرور في طريق غارفاغي، وأغلق الجيش المنطقة الكاثوليكية بحواجز كبيرة من الأسلاك الشائكة والاسمنت والفولاذ. كانت تحدث مواجهة كبيرة كل عام في درامكري وتنتشر أعمال عنف الموالين على نطاق واسع. ما تزال الأمور منذ عام 2002 هادئة نسبيًا، لكن التحركات لجعل الطرفين يدخلان في محادثات وجهًا لوجه باءت بالفشل.

## خلفية
لطالما كانت بورتاداون بروتستانتية واتحادية بشكل رئيسي. في ذروة النزاع في تسعينيات القرن العشرين، نحو 70% من السكان كانوا من خلفية بروتستانتية و30% منهم من خلفية كاثوليكية. عانى القوميون الإيرلنديون والكاثوليك في البلدة، كما في باقي إيرلندا الجنوبية، من التمييز العنصري وخاصة في التوظيف. خلال القرن العشرين، كانت الشرطة- شرطة يولستر الملكية (آر يو سي)- أيضَا بروتستانتية بالكامل. يزين مركز البلدة في كل صيف بأعلام ورموز الموالين. تم رفع قوس الموالين فوق طريق غارفاغي عند نهر كوركراين، داخل المقاطعة الكاثوليكية مباشرةً. تم القيام بذلك ليكون متزامنًا مع «موسم المسيرة»، في الوقت الذي يتم فيه تنظيم العديد من المسيرات الموالية والبروتستانتية في البلدة.
يدخل في شهر يوليو من كل عام خمسة مواكب موالية أو بروتستانتية إلى المنطقة ذات الأغلبية القومية:
- موكب «أحد درامكري» من مركز البلدة إلى كنيسة درامكري، والعودة مرة أخرى. يعد واحدًا من أكبر المواكب. كان طريقه التقليدي هو من شارع أوبينس -> طريق كوركرين -> طريق دنغانون -> طريق دامكراي -> طريق غارفاغي، لكنه الآن ممنوع في شارع أوبينس وطريق غارفاغي.
- موكب 12 يوليو. يتضمن ذلك مسيرة صباحية من ساحة كوركراين أورانج إلى مركز البلدة، ثم يسافر بعد ذلك السائرون فيه إلى موكب أكبر في مكان آخر، ويعودون إلى مركز البلدة في المساء، ويعودون أدراجهم إلى ساحة كوركراين أورانج. كان طريق المسيرة التقليدي يمتد على طول شارع أوبينس، لكنه الآن على طول طريق كوركراين.
- موكب 13 يوليو. يتبع هذا الموكب تنسيق الموكب الثاني عشر نفسه.

يوجد أيضًا موكب أورانج أصغر في شهر مايو من كل عام على طول طريق غارفاغي السفلي في فيكتوريا تيراس.